# Settimana Ciclistica Italiana
Die Settimana Ciclistica Italiana (dt. Italienische Radsportwoche) ist ein italienisches Etappenrennen im Straßenradsport der Männer.
Das Rennen wird durch die Gruppo Sportivo Emilia organisiert, die bereits die Settimana Internazionale di Coppi e Bartali, den Giro dell’Emilia und die Trofeo Laigueglia veranstaltete und im Jahr 2021 neben Per sempre Alfredo die Settimana Ciclistica Italiana als Rennen der UCI-Kategorie 2.1. in den Kalender der UCI Europe Tour aufnehmen ließ.
Im April 2021 wurde bekanntgegeben, dass die erste Austragung zwischen dem 14. und 18. Juli 2021 auf Sardinien stattfinden werde. Gesamtsieger der ersten Austragung wurde Diego Ulissi.

## Palmarès
| Jahr | Sieger       | Zweiter       | Dritter          |
| ---- | ------------ | ------------- | ---------------- |
| 2021 | Diego Ulissi | Sep Vanmarcke | Giovanni Aleotti |